# Кирилловка (Северо-Казахстанская область)
Кирилловка (каз. Кирилловка) — село в Айыртауском районе Северо-Казахстанской области Казахстана. Административный центр Украинского сельского округа. Код КАТО — 593251100.

## История
2 мая 1997 года Указом Президента Республики Казахстан Володарский район переименован в Айыртауский район Кокшетауской области, а 3 мая 1997 года вся территория Кокшетауской области, в том числе Айыртауский район, присоединены к Северо-Казахстанской области.

## Географическое положение
Находится примерно в 24 км к юго-западу от села Саумалколь, административного центра района, на высоте 251 метра над уровнем моря. Код КАТО — 593251100.

## Население
В 1999 году население села составляло 1005 человек (489 мужчин и 516 женщин). По данным переписи 2009 года, в селе проживало 936 человек (459 мужчин и 477 женщин).